# Posta pneumatica

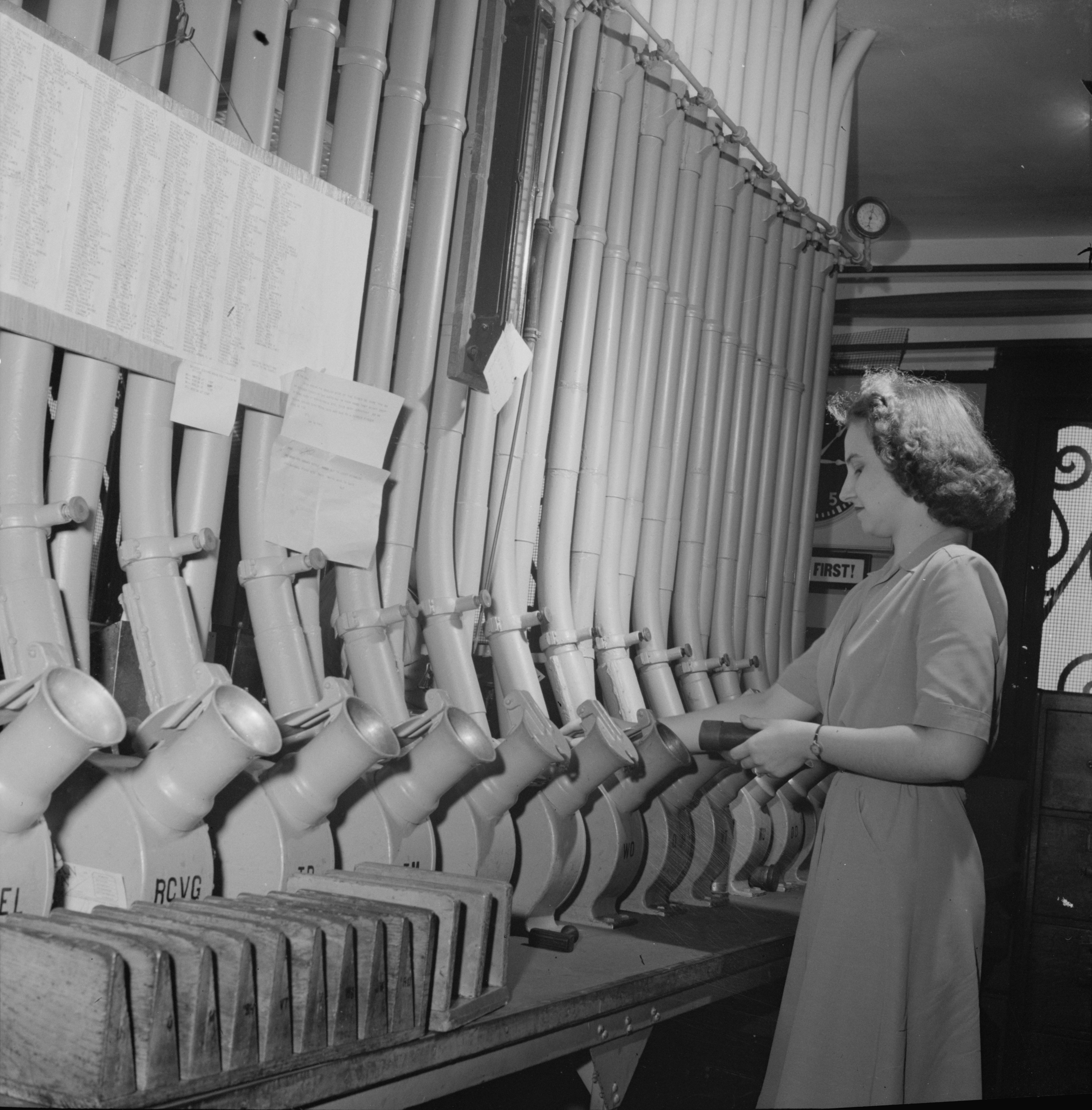
Esempio di uso dei tubi pneumatici a Washington, 1943.

La posta pneumatica, anche nota come sistema di tubi pneumatici o tubi di Lamson, è un meccanismo di recapito di oggetti (tipicamente contenenti messaggi), in cui alcuni contenitori cilindrici vengono propulsi attraverso una rete di tubi tramite l'aria compressa oppure il vuoto generato da pompe. Finora questo sistema è stato applicato nel trasporto di oggetti di piccole dimensioni.

## Storia
Le origini della tecnologia della pneumatica possono essere fatti risalire ad Erone di Alessandria, scienziato del I secolo a.C., anche se questi ancora non prevedeva il movimento di oggetti attraverso tubi. Il trasporto a capsula pneumatica venne inventato per la prima volta da Phineas Balk nel 1806. Considerata una meraviglia del suo tempo, ed uno spettacolo da baraccone annesso alla fiera della scienza, divenne un'applicazione pratica grazie all'invenzione della capsula pneumatica nel 1886. Utenti dell'era vittoriana furono i primi ad utilizzare le condotte a capsule per trasmettere messaggi telegrafici (telegrammi) agli edifici contigui alle stazioni del telegrafo.
Storicamente il loro uso più comune è stato per il trasporto di piccoli pacchi e documenti; ed attualmente sono più frequentemente usati dalle banche o supermercati; anche se agli inizi dell'Ottocento vennero proposti per il trasporto di carichi anche pesanti. Alcuni arrivarono a fantasticare intere reti di tubi massicci che potevano essere utilizzate anche per il trasporto di persone, ed in effetti l'installazione sperimentale per la prima metropolitana proposta per New York (Beach Pneumatic Transit) era formata da un tubo nel quale i vagoni, a sezione tondeggiante, viaggiavano molto vicini alla parete, a tenuta d'aria: erano mossi dalla pressione dell'aria fornita da ventilatori azionati da motori elettrici.

## Posta pneumatica

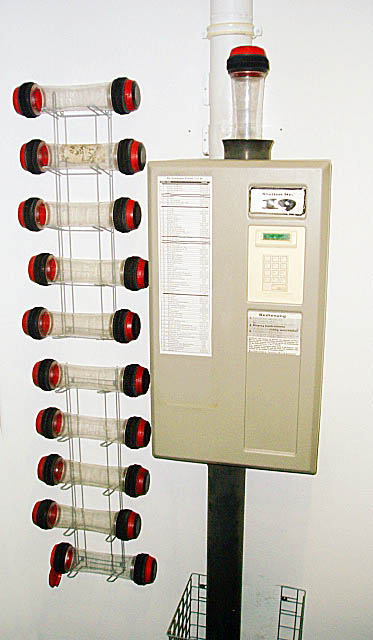
Nodo di arrivo per la posta pneumatica

La posta pneumatica o corriere pneumatico è un sistema che permette di inviare lettere attraverso tubi d'aria pressurizzata. Venne inventata dall'ingegnere scozzese William Murdoch nel XIX secolo ed in seguito venne sviluppata e perfezionata dalla "London Pneumatic Dispatch Company". Molti sistemi di posta pneumatica vennero usati in diverse grandi città, soprattutto dalla seconda metà del diciannovesimo secolo, ma la maggioranza rimase in disuso durante il ventesimo secolo.
Venne ipotizzato che un sistema di tubi di questo genere potesse consegnare la posta in ogni casa degli Stati Uniti. Una grande rete di tubi pneumatici era in uso a Parigi sino al 1984, quando venne sostituita da reti di computer e di fax. A Praga, nella Repubblica Ceca, esiste ancora una rete di circa 60 chilometri che serve per consegnare la posta e piccoli pacchi. Comunque, a causa dei danni causati dall'alluvione del 2002, il servizio è stato sospeso a tempo indefinito.
Gli usi tipici coinvolgevano banche ed ospedali. Molte aziende della grande distribuzione statunitense (come la Home Depot o la Costco) utilizzano tubi pneumatici per trasportare assegni, oppure altri documenti, dal luogo ove sono i cassieri fino all'ufficio centrale della contabilità. Uno dei sistemi vanta una velocità di 10 metri al secondo.
Le stazioni della posta pneumatica sono abitualmente connesse ad uffici postali, sedi delle borse valori, banche e ministeri. L'Italia è l'unica nazione ad aver stampato francobolli specificamente destinati alla posta pneumatica (fra il 1913 ed il 1966).
Paesi come l'Austria, la Francia, e la Germania in passato hanno omologato e stampato vari tipi di buste e formati di lettera ufficiali per l'impiego nella posta pneumatica.
In Italia – attivati nella prima metà del 20º secolo, nelle città di Roma, Napoli, e Milano – i servizi di posta pneumatica cessarono nel 1981 dopo anni in cui gli impianti furono progressivamente sottoutilizzati.

### Utilizzo storico della posta pneumatica in Europa

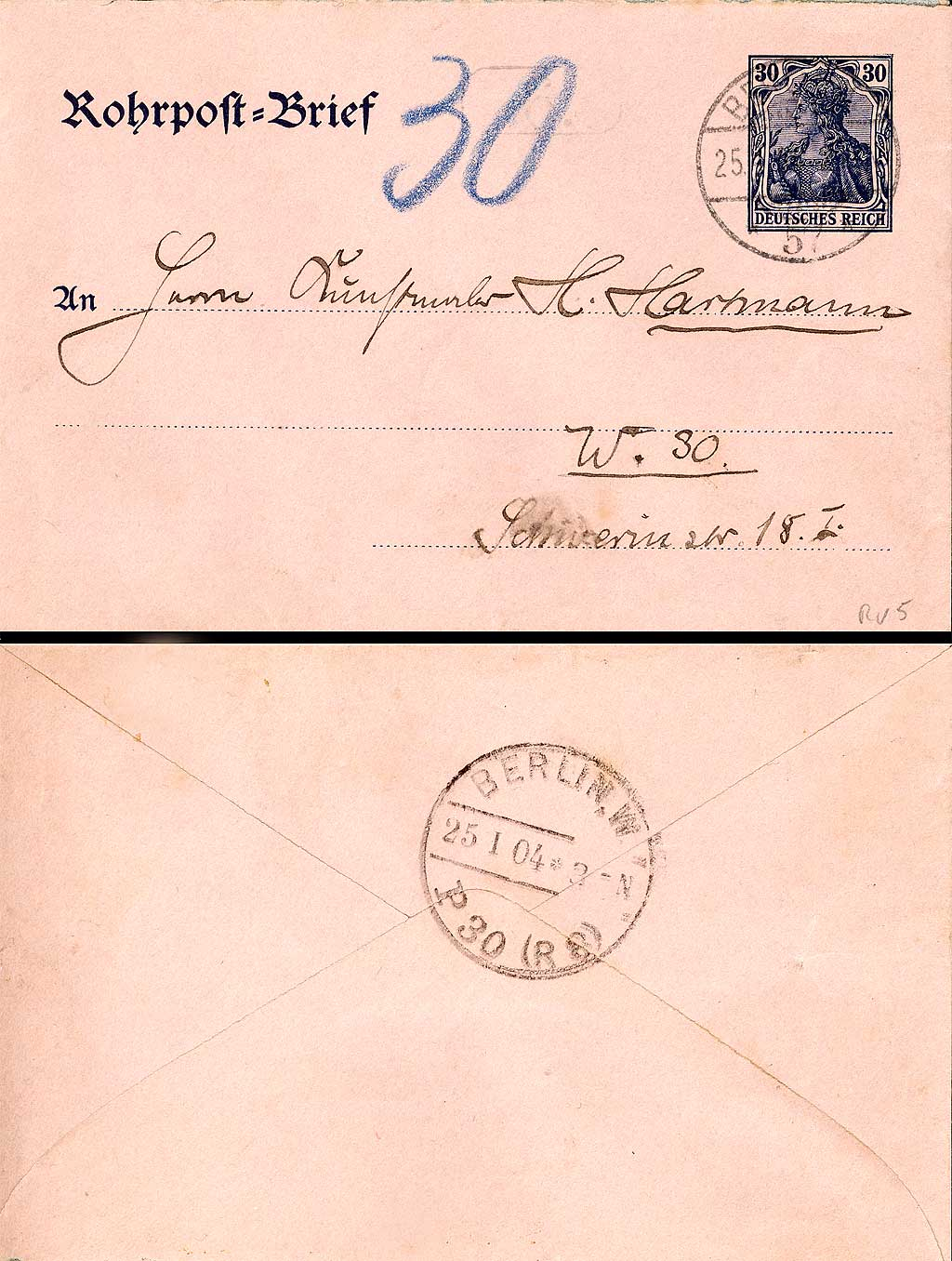
Lettera inviata tramite posta pneumatica da Berlino, in Germania, nel 1902

- 1853: Collegamento della borsa di Londra (London Stock Exchange) con la centrale principale cittadina del telegrafo (su una distanza di 220 iarde, pari a 201,17 m).
- 1865: Viene inaugurata a Berlino, dove rimarrà attiva fino al 1976, la Rohrpost, un sistema che nel momento di massima espansione arrivava ad una lunghezza totale di 400 kilometri
- 1866: Inaugurata a Parigi (attiva fino al 1984, arrivando ad una lunghezza totale di 467 kilometri nel 1934)
- 1875: Inaugurata a Vienna (fino al 1956)
- 1887: Inaugurata a Praga (cessa "temporaneamente" il servizio per via dell'inondazione del 2002), la Pražská potrubní pošta[3]

Altre città che si sono dotate di un servizio di posta pneumatica, in qualche epoca: Monaco di Baviera, Rio de Janeiro, Amburgo, Roma, Napoli, Milano, Marsiglia, Boston, New York City, Philadelphia, Chicago, St. Louis

## Trasporto pneumatico
In questo paragrafo ci si riferisce al trasporto pneumatico, che riguarda grossi oggetti, o addirittura persone, all'interno di tubi pneumatici.
Nel 1812 George Medhurst è stato il primo a proporre, ma senza aver costruito alcun apparecchio e aver praticato i successivi esperimenti, l'idea di spingere dei veicoli per passeggeri all'interno di un tunnel mediante aria in pressione.
La ferrovia atmosferica, nella quale il tubo a pressione era disposto tra i binari, con un pistone che correva dentro di esso, sospeso dal treno tramite una fenditura sigillabile nella parte superiore di questo tubo, era operato nel seguente modo:
- 1844-1854: viene costruita e resa operativa per 10 anni la Dalkey Atmospheric Railway Dublin and Kingstown Railway tra Kingstown (Dún Laoghaire) e Dalkey, in Irlanda (2,8 km);
- 1846-1847: operatività della ferrovia London and Croydon Railway tra Croydon e New Cross, a Londra, in Inghilterra (12 km)
- 1847-1848: operatività della ferrovia South Devon Railway di proprietà di Isambard Kingdom Brunel tra Exeter e Newton Abbot, Inghilterra (32 km);
- 1847-1860: periodo operativo della ferrovia "atmosferica" interna di Parigi; nel quartiere di Saint-Germain-des-Prés tra il Bois de Vésinet e Saint-Germain-en-Laye, in Francia (3,2 km).

Nel 1861 la ditta Pneumatic Despatch Company costruisce un sistema delle dimensioni sufficienti a muovere una persona, anche se era destinato a grossi pacchi. Il 10 ottobre 1865 l'inaugurazione della nuova stazione di Holborn venne caratterizzata dalla spedizione degli stessi Duca di Buckingham, dell'amministratore in capo, e di alcuni dei direttori della compagnia che vennero "soffiati" all'interno del tubo fino ad Euston (un viaggio di cinque minuti).
Nel 1864 una ferrovia pneumatica per passeggeri lunga 550 metri venne esposta al Crystal Palace. Era un prototipo per la proposta Whitehall Pneumatic Railway che doveva passare sotto il fiume Tamigi, unendo la Waterloo Station e Charing Cross. Gli scavi vennero cominciati nel 1865, ma furono sospesi definitivamente in seguito a problemi finanziari.

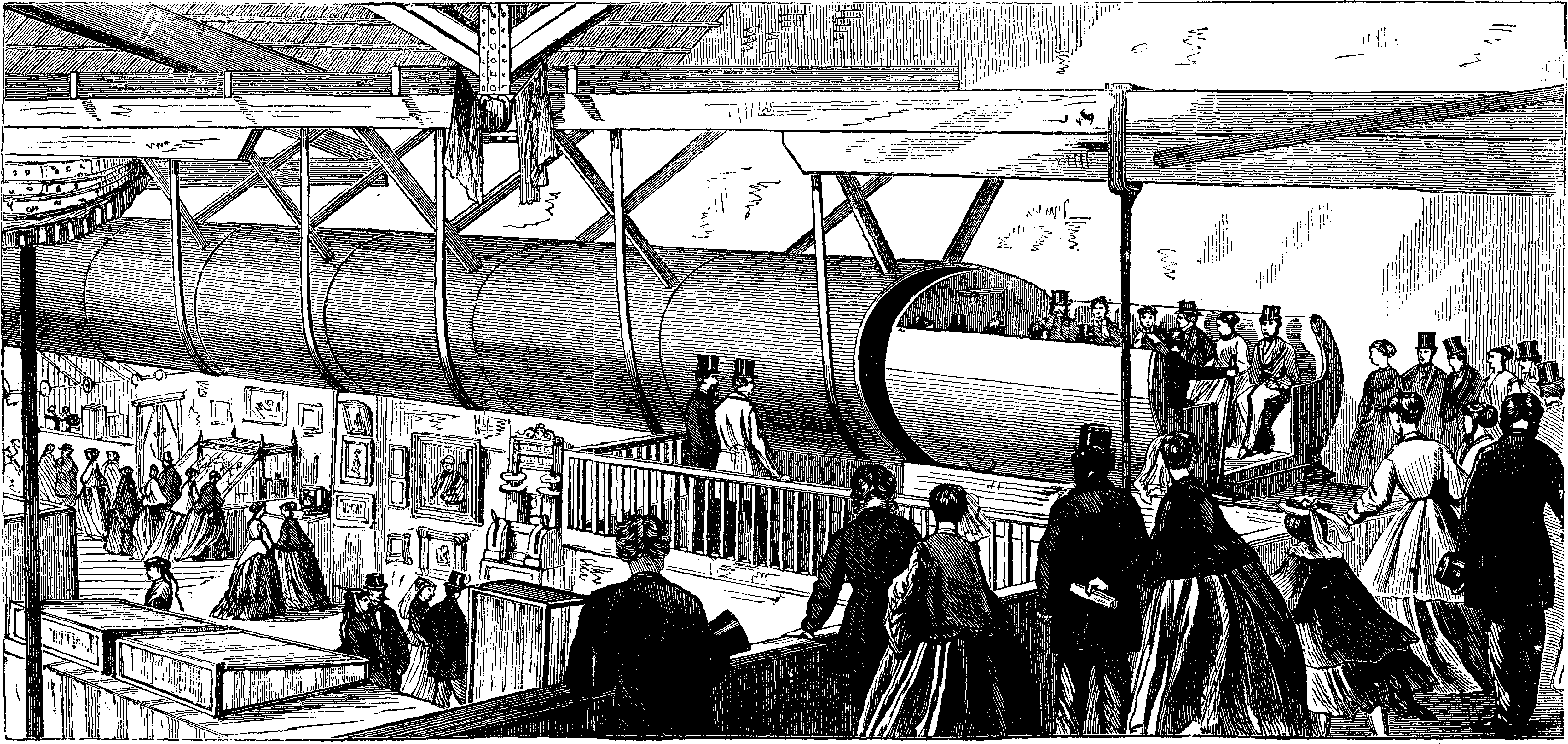
Metropolitana sperimentale sopraelevata costruita da Alfred Ely Beach, in mostra all'Esposizione Universale del 1867

Nel 1867, nella mostra tenuta dall'American Institute in New York, Alfred Ely Beach dimostrava come un condotto di diametro 1,8 m e di lunghezza 32,6 m era capace di muovere 12 passeggeri più il conducente. Nel 1869 la Beach Pneumatic Transit Company di New York costruì segretamente un'installazione sperimentale di metropolitana sotterranea lunga 95 m, di diametro 2,7 m sotto Broadway. La linea rimase in operatività soltanto per pochi mesi, chiudendo dopo che a Beach venne negato il permesso per estenderla.

### Vactrain
Nel 1960 l'impresa aerospaziale Lockheed ed il Massachusetts Institute of Technology, con il patrocinio dello United States Department of Commerce, effettuarono studi di fattibilità su un sistema, denominato Vactrain, che sarebbe stato alimentato dalla pressione atmosferica ambientale con l'assistenza di una serie di "pendole gravitazionali" e che, nelle intenzioni dei progettisti, avrebbe potuto collegare alcune città nella East Coast degli Stati Uniti. Calcolarono che il viaggio tra Filadelfia e New York si poteva svolgere ad una media di 174 metri al secondo, equivalenti a 626 km/h.
Quando questi piani vennero abbandonati per il loro costo eccessivo, l'ingegnere della Lockheed L.K. Edwards decise di fondare la ditta Tube Transit, Inc. per sviluppare tecnologie basate sul "trasporto a propulsione da vuoto generato dalla gravità". Nel 1967 propose la Bay Area Gravity-Vacuum Transit per la California che doveva essere aggiunto ai viadotti e ponti, allora in costruzione, nel sistema BART che connette San Francisco con altre città della zona. Il sistema non superò lo stadio di pre-progettazione.

## Utilizzo attuale
Nella gestione attuale la posta pneumatica viene utilizzata per un'infinita tipologia di usi, quasi tutti commerciali o comunque a supporto di imprese ed enti che necessitano di un trasporto rapido di piccoli oggetti, contante o documenti che devono esistere fisicamente.
Le aziende che più utilizzano la posta pneumatica oggi sono - per la notevole presenza di denaro contante - supermercati e banche. Le banche con sportelli "drive-up" (ossia accessibili restando seduti in automobile) usano tubi pneumatici per trasportare contanti e documenti tra le automobili e i cassieri. Molti grossi negozi utilizzano questi sistemi per trasportare in modo sicuro l'eccesso di contante dalle casse secondarie agli uffici nel retro e per spedire indietro il cambio (monete e biglietti di piccolo taglio) ai cassieri.
Attualmente i sistemi di trasporto pneumatico si stanno diffondendo, grazie ai progressi del controllo elettronico delle spedizioni e delle velocità, negli ospedali, in cui sono impiegati per il trasporto di piccoli carichi: documenti, farmaci e campioni biologici. Molti ospedali hanno un sistema per collegare i laboratori di patologia clinica, la farmacia e le stazioni dei capo-sala, accorciando così il TAT (dall'inglese: Turn Around Time).
Molte fabbriche le usano per consegnare parti tra reparti distanti.
Il Mission Control Center della NASA a Houston nel Texas aveva tubi pneumatici che collegavano le console dei controllori con le stanze di supporto allo staff.
L'aeroporto internazionale di Denver è degno di menzione per il gran numero e dimensioni dei tubi pneumatici: include un sistema con diametro 25 cm per muovere parti di aereo alle piazzole più remote, un sistema con diametro 10 cm per trasportare i biglietti della United Airlines e un robusto sistema di tubi anti-rapina collegato alle macchine per la raccolta del denaro dato in pagamento del parcheggio.
Anche nei quotidiani viene usata la posta pneumatica per il trasporto delle pagine del giornale. Nel palazzo del Corriere della Sera, in via Solferino a Milano, esiste un sistema di posta pneumatica che collega i diversi reparti del quotidiano.